# Гармонический анализ
Гармони́ческий ана́лиз (также фурье́-ана́лиз) — раздел математического анализа, в котором изучаются свойства функций с помощью представления их в виде рядов или интегралов Фурье. Также метод решения задач с помощью представления функций в виде рядов или интегралов Фурье.
Основные объекты изучения классического гармонического анализа: тригонометрические ряды, преобразование Фурье, почти периодические функции, ряды Дирихле. Основываясь на трудах Фурье, в XIX веке и на рубеже XIX—XX веков направление было развито в трудах Дирихле, Римана, Фейера, Лебега, Планшереля, Риса. В 1920-е — 1930-е годы в трудах Петера, Вейля и Понтрягина методы гармонического анализа из евклидовых пространств перенесены на абстрактные структуры с использованием таких понятий, как мера Хаара и представления групп, тем самым сформирован как самостоятельный раздел абстрактный гармонический анализ.
В Математической предметной классификации классический гармонический анализ занимает код верхнего уровня 42 («гармонический анализ в евклидовых пространствах»), для абстрактного гармонического анализа выделен раздел верхнего уровня 43.